# Ranunculus grossidens
Ranunculus grossidens är en ranunkelväxtart som beskrevs av W. Koch och T. Brodtbeck. Ranunculus grossidens ingår i släktet ranunkler, och familjen ranunkelväxter. Inga underarter finns listade i Catalogue of Life.